# Егнатия Одос
 Тази статия е за съвременната магистрала.  За античния римски път вижте Виа Егнация.  
Егнатия Одос (на гръцки: Εγνατία Οδός), код: А2, е магистрала в Гърция, част от Европейски път Е90. Егнатия Одос е гръцкият превод на латинското Виа Егнация – името на древния римски път на Балканите, свързващ Бизантион с Драч.
Свързва пристанищния град Игуменица на Йонийско море с гръцко-турската граница по Марица (отсреща е гр. Ипсала, вилает Одрин) при село Кипи, дем Фере (на гр. Фере), ном Еврос. Дължината ѝ е 670 км. Строителството започва през 1994 г. и приключва през 2009 г.
Трасето на магистралата минава през гръцките планински области Епир и Егейска Македония и пресича планините Пинд и Каракамен, което е голямо инженерно постижение. Цялата дължина на магистралата включва 76 тунела с обща дължина 99 километра и 1650 моста. Магистралата е оборудвана със сложна електронна система за наблюдение, осветление и вентилация на тунелите и са приложени съвременни мерки за намаляване на произшествията.
Егнатия Одос е построена изцяло със средства от Европейския съюз, като се стопанисва и управлява от гръцка държавна компания. Магистралният път е изцяло алтернативен маршрут на паневропейски транспортен коридор 8, с така наречения нов албански път.